# برايان كيزر
برايان كيزر (بالإنجليزية: Brian Keyser)‏ هو لاعب كرة قاعدة أمريكي، ولد في 31 أكتوبر 1966 في Castro Valley, California ‏ في الولايات المتحدة.